# Australufens varicornis
Australufens varicornis is een vliesvleugelig insect uit de familie Trichogrammatidae. De wetenschappelijke naam is voor het eerst geldig gepubliceerd in 1935 door Alexandre Arsène Girault.